# Anosia larensis
Anosia larensis är en fjärilsart som beskrevs av Köhler 1929. Anosia larensis ingår i släktet Anosia och familjen praktfjärilar. Inga underarter finns listade i Catalogue of Life.